# Árbol dendrítico
Se conoce como árbol dendrítico al conjunto de dendritas que surgen de una neurona. Las neuronas son las células principales del sistema nervioso y cada una de ellas dispone por lo general de varias dendritas que se ramifican formando una estructura que vista al microscopio recuerda por su forma las ramas de un árbol, de ahí su nombre. La disposición de las dendritas principales y sus ramificaciones son las que configuran la forma del árbol dendrítico, cada tipo de neuronas dispone de un árbol dendrítico diferente por su forma, longitud y número de ramificaciones. Las dendritas son prolongaciones protoplásmicas ramificadas, bastante cortas de la neurona, su función principal es recibir los impulsos nerviosos procedentes de otras neuronas.